# Aston Martin DBS Carbon Edition
L'Aston Martin DBS Carbon Edition és una extensió de l'edició limitada presentada el 2010. Aquest model va ser vist per primera vegada al Saló de l'Automòbil de Frankfurt del Main de 2011 i, al contrari de l'antiga versió, aquest disposa de dos nous colors: el Flame Orange i l'elegant Ceramic Grey. Aquest model està construït en fibra de carboni i incorpora acabats artesanals d'altíssima qualitat. El preu de la versió coupé ronda els 290.000€ i el Volante uns 302.000€, les primeres unitats es van començar a distribuir l'any 2012.
Per crear aquest model, la firma britànica es va inspirar en l'Aston Martin Carbon Black de 2009. Du unes llandes fosques de deu radis i Aston Martin ha posat a disposició del comprador diferents tons de pintura per les pastilles de frens (groc, taronja, vermell o gris). Pel que fa a l'exterior, els retrovisors, el difusor del darrere i els baixos del para-xocs estan fabricats amb fibra de carboni, d'aquesta manera Aston Martin ha aconseguit reduir considerablement el pes del cotxe. Fins i tot a l'interior del vehicle hi trobem mostres d'aquest material, per exemple a les portes i al tablier. Les petites palanques situades darrere el volant que serveixen per canviar de velocitat estan fetes en magnesi. Estem davant d'un cotxe totalment artesanal, tan sols en pintar-lo ja s'hi triga unes 25 hores. A mans dels especialistes de la marca, la tapisseria amb pell especial d'aquest DBS requereix 70 hores de feina.